# نبوءة سلستين
نبوءة سلستين (بالإنجليزية: The Celestine Prophecy: An Adventure)‏ هي رواية كُتبت عام 1993 بقلم جيمس ريدفيلد تناقش عدة أفكار نفسية وروحانية متأصلة في الثقافات الشرقية القديمة، وحركة العصر الجديد الروحانية. تستهل الشخصية الرئيسية حكايتها بالشروع في مغامرة بهدف البحث عن تسعة استبصارات روحانية محفوظة داخل مخطوطة قديمة في بيرو ومحاولة سبر أغوارها. كُتبت الرواية بصيغة المتكلم، وهي تحكي تجربة الصحوة الروحانية التي عاشها الراوي خلال أحد أطوار حياته الانتقالية.

## موجز
يناقش الكتاب عدة أفكار نفسية وروحانية متأصلة في عدة ثقافات شرقية قديمة، ومن بينها فكرة الانفتاح على الآفاق الجديدة التي قد تمكن المرء من التواصل مع الكيانات الإلهية. يستهل الراوي حكايته بالمغامرة التي بدأها بحثًا عن مخطوطة قديمة في بيرو تحتوي على تسعة استبصارات روحانية. يعيش الراوي طورًا انتقاليًا من حياته، ويلاحظ تعرضه لعدة حالات من التزامنية، أي الاعتقاد القائل بأن المصادفات تحمل في طياتها معنىً شخصيًا من منظور الشخص الذي خاضها.
تفتتح الرواية بقصة الراوي الذي تصادف بصديقة قديمة لم يرها منذ زمن، وتخبره هي عن الاستبصارات المحفوظة داخل مخطوطة قديمة يعود تاريخها إلى عام 600 قبل الميلاد، والتي تُرجمت حديثًا. يعتري الراوي الفضول، ويقرر الذهاب إلى بيرو. ومن ثم يتصادف بعالم تاريخ مهتم كذلك بأمر تلك المخطوطة على متن الطائرة.
يوضح المؤرخ للراوي أن العالم الآن يشهد تغيرًا هائلًا في وعي الناس، ويشرح له كيف تغير إدراك الناس بعالمهم منذ فجر التاريخ وحتى الآن: في البداية اعتقد الناس أن العالم تحكمه قوى إلهية، أي أن جميع الظواهر تُعزى إلى أفعال إله واحد أو عدة آلهة. ومع تقدم المعرفة في العالم بفضل التساؤلات والاكتشافات العلمية، اتجه الناس لرجال العلم ونسائه بحثًا عن تفسير لحياتهم وعالمهم. وعندما أدرك الناس أن العلم لا يملك إجابة لمعنى الحياة، وجه الناس جهودهم نحو تحسين حيواتهم من ناحية مادية عن طريق تسخير الأرض ونهب ما فيها من موارد طبيعية، مع اهتمام شديد بالتحكم في الأوضاع الاقتصادية وتقلبات السوق. وضح المؤرخ أن ما يحدث الآن هو أن دنيوية أوضاعنا الحالية بدأت تفسد أرواحنا، وأننا صرنا قلقين ويائسين دومًا، وأصبحنا جاهزين من أجل تغيير جذري جديد في إدراكنا لإنشاء عالم جديد أفضل من سابقه.
اتضح للراوي أن القيادات العليا في الحكومة البيروفية والكنيسة الكاثوليكية تعارض نشر محتوى تلك المخطوطة. يتبين لنا ذلك عندما تحاول الشرطة أن تعتقل المؤرخ وتطلق عليه النيران فور وصوله إلى بيرو. يلجأ الراوي إلى حياة الترحال هربًا من الخطر الذي يهدد حياته، وينتقل من بلدة إلى أخرى بحثًا عن ذوي القلوب العطوفة الذين يسمحون له بالمبيت في مقابل المزيد من المعلومات عن تلك المخطوطة والرسالة التي تحملها.
يتسنى للراوي قراءة تلك المخطوطة الثمينة أثناء فراره من قبضة الكنيسة والحكومة البيروفية. تحتوي تلك المخطوطة على سلسلة من الاستبصارات مكتوبة على صورة فقرات. وصف الكاتب دروس الحياة الواقعية التي تعلمها تجهيزًا للاستبصارات القادمة. وفي النهاية يعود الراوي إلى الولايات المتحدة بعد تعلمه الاستبصارات التسعة الأولى، ويعدُ بالإفصاح عن الاستبصار العاشر في غضون وقت قصير لجمهوره. لم يذكر الكتاب محتوى تلك الاستبصارات بشكل صريح، بل يعيد صياغتها في صورة فعلية من خلال سلسلة من الحكايات الرمزية تدفع الحبكة الرئيسية للأمام. لم يقبل الراوي بكتابة محتوى المخطوطة كما هي زاعمًا أنه «لا بد للحكاية أن تتخذ صورتها الحالية توخيًا للإيجاز»، ويضيف أن ترجمة الاستبصار التاسع ترجمة جزئية قد تتطلب 20 صفحة طويلة من الكتابة.
طبقًا للرواية، تُدفن تلك المخطوطة تحت أنقاض حضارة المايا في بيرو. وبعد العثور عليها تعود حضارة الإنكا لتسكن مدنها القديمة المهجورة. وفي وقت لاحق، تصل حضارة المايا إلى «المستوى الأدنى من تذبذبات الطاقة» الذي يمكنها من العبور إلى واقع آخر يتسم بالروحانية النقية.